# Ginami
Ginami (Ginammi) je bila hrvatska obitelj tiskara i knjižara. Neki povjesničari (Vlado Horvat, Aleksandar Stipčević) smatraju da su hrvatskog podrijetla i djelovali su u Mlecima od 1613. do 1689. godine. Prvi član obitelji Ginammi bio je Giovanni Alberti, koji je 1600. god. otkupio tiskaru od Kotoranina Jerolima Zagurevića. Tiskali su knjige hrvatskih autora, ponajviše književnika (Brne Karnarutić Vazetye Sigetta grada sloxeno po Barni Charnarutichiu Zadraninu ; In Venezia, appresso Bartolomeo Ginami, 1639). Ivan Alberti je tiskao knjigu Ivana Bandulavića, a za nakladnika Antonija Turinija. Na knjizi se tiskar potpisao hrvatskim oblikom svog prezimena, Albertovich, što nesumnjivo potvrđuje hrvatskog podrijetlo.
Poznati su tiskari iz ove obitelji Ivan Alberti, Marko (u. 1653.) i njegov sin Bartol. Kad je Marko preuzeo tiskaru, bili su jedna od najznačajnijih tvrtki u Mlecima. Marko je sina Bartola poslao u franjevački samostan u Fojnici radi učenja hrvatskog jezika i pisma bosančice.
Ovim se smatra potvrdom da je Marku bilo iznimno stalo do korektnog tiskanja knjiga na hrvatskom, zbog čega je sina poslao na školovanje. Trud se isplatio, jer su hrvatski autori slali im rukopise uvjereni da Ginamiji ne će griješiti u slogu tiska što je bio česti problem kod mletačkih tiskara. Marko je i tiskao prvi prodajni popis hrvatskih knjiga, na kraju knjige isusovca Aleksandra Komulovića. Markov sin Bartul (Bartolomeo) nije bio tako dobar u poslu te je tiskara prešla u ruke Francesca Brogliollija, koji je kupio i tiskaru i nerasprodane hrvatske knjige.

## Vanjske poveznice
- Google Knjige Bartolomeo Ginami
- WorldCat Bartolomeo Ginami